# Jugendkonto
Jugendkonto ist im Bankwesen die Bezeichnung für Bankkonten von Jugendlichen.

## Allgemeines
Jugendliche sind auch für die Kreditwirtschaft eine wichtige Zielgruppe, weil sie über hohe kontowirksame Kaufkraft verfügen und Marktpotenzial als Bankkunden der Zukunft bedeuten. Kreditinstitute versuchen, im Rahmen des Marketing Jugendliche als Kunden zu gewinnen, um diese frühzeitig an ihr Unternehmen zu binden. Einzig Jugendliche verfügen vielfach noch nicht über eine Bankverbindung, so dass meist keine kostenintensive Abwerbung von anderen Kreditinstituten vorzunehmen ist. Außerdem erhalten Jugendliche mit dem Jugendkonto die Möglichkeit, den Umgang mit Geld kostenlos zu erlernen.

## Rechtsfragen
Für die Eröffnung eines Bankkontos ist der Abschluss eines Girovertrages erforderlich, der die Volljährigkeit (§ 2 BGB) und Geschäftsfähigkeit (§ 104 BGB) des Bankkunden voraussetzt. Volljährigkeit tritt mit Vollendung des 18. Lebensjahres ein. Jugendliche aus dieser Altersgruppe oder älter können ohne Weiteres ein Jugendkonto eröffnen. 
Da vom Begriff des Jugendlichen auch Minderjährigkeit erfasst wird, ist zu unterscheiden zwischen der Geschäftsunfähigkeit und der beschränkten Geschäftsfähigkeit:
- Geschäftsunfähig sind Minderjährige bis zur Vollendung des siebenten Lebensjahres (§ 104 Abs. 1 BGB). Sie können sich rechtsgeschäftlich nicht binden; jeder rechtsgeschäftlich bedeutsame Wille wird ihnen abgesprochen, ihre Willenserklärungen sind nichtig (§ 105 Abs. 1 BGB nach Maßgabe der § 106 BGB i. V. m. §§ 107 BGB bis § 113 BGB).
- Minderjährige (zwischen dem siebten und 18. Lebensjahr) bedürfen zu einer Willenserklärung, durch die sie nicht lediglich einen rechtlichen Vorteil erlangen, der (vorherigen) Einwilligung ihres gesetzlichen Vertreters. Ein ohne solche Einwilligung geschlossener Vertrag ist schwebend unwirksam (§ 107 BGB). Er kann durch nachträgliche Genehmigung des gesetzlichen Vertreters wirksam werden (§ 108 BGB).

Ist der Minderjährige zur Eingehung eines Dienst- oder Arbeitsverhältnisses ermächtigt, ist er gemäß § 113 BGB auch partiell geschäftsfähig für Rechtsgeschäfte, die der Vertragsabwicklung dienen; dazu gehört die Einrichtung eines Jugendkontos. Das schließt auch den Zahlungsverkehr ein wie etwa der Kauf von Arbeitsmitteln, nicht jedoch die Teilnahme am allgemeinen Zahlungsverkehr.  
Das Jugendkonto ist nicht lediglich rechtlich vorteilhaft, weil der Jugendliche Verpflichtungen und Belastungen eingeht, auch wenn es kostenfrei geführt wird.

## Wirtschaftliche Aspekte
Meist sind Jugendkonten vollständig gebührenfrei oder auf wesentliche Gebühren wie Kontoführungs- oder Buchungspostengebühren wird durch die Kreditwirtschaft verzichtet. Auch Zahlungskarten wie die Girocard werden oft kostenlos angeboten. Jugendkonten müssen nach den Allgemeinen Geschäftsbedingungen der Kreditinstitute stets einen Habensaldo aufweisen, Kontoüberziehungen sind zumindest für Minderjährige ausgeschlossen. Im Kreditwesen ist die Führung eines Jugendkontos meist auf die Vollendung des 27. Lebensjahres begrenzt, so dass auch ein Teil der Studiendauer mit dem Jugendkonto bestritten werden kann. 